# Andrews (Floryda)
Andrews – jednostka osadnicza w Stanach Zjednoczonych, w stanie Floryda, w hrabstwie Levy.